# Troy Merritt
Troy Merritt (Osage (Iowa), 25 oktober 1985) is een Amerikaanse golfer. 
Merritt studeerde aan de Winona State University in Minnesota, waar hij collegegolf speelde, en de Boise State University in Idaho.

## Professional
Merritt werd in 2008 professional. Al in 2009 behaalde hij daar zijn eerste overwinning door Adam Bland in de play-off van het Mexicaans Open te verslaan. Hij won de Tourschool van 2009 en speelt sinds 2010 op de Amerikaanse PGA Tour. Op 2 augustus 2015 won hij zijn eerste toernooi. Op 23 juli 2018 won hij zijn tweede toernooi, het Barbasol Championship.
Merritt heeft een aantal records op zijn naam staan:
- ronde van 62 (-9) tijdens ronde 2 van de District VII Shootout;
- ronde van 61 (-10) in 2015 op de Robert Trent Jones Golf Club tijdens ronde 3 van de Quicken Loans National;
- ronde van 61 (-10) in 2015 op Hilton Head Island tijdens The Heritage, gelijk aan het baanrecord.

## Gewonnen
Nationwide Tour
- 2009: Mexico Open (-15)

PGA Tour
- 2015: Quicken Loans National (-18)
- 2018: Barbasol Championship (-23)[1][2][3]

## Persoonlijk
Merritt woont in Boise, Idaho en is getrouwd.